# Australian Men's Hardcourt Championships 1997
L'Australian Men's Hardcourt Championships 1997 è stato un torneo di tennis giocato sul cemento. È stata la 21ª edizione del Torneo di Adelaide, che fa parte della categoria World Series nell'ambito dell'ATP Tour 1997. Si è giocato ad Adelaide in Australia dal 30 dicembre 1996 al 6 gennaio 1997.

## Campioni

### Singolare
Todd Woodbridge ha battuto in finale  Scott Draper con il punteggio di 6–2, 6–1

### Doppio
Patrick Rafter /  Bryan Shelton hanno battuto in finale  Todd Woodbridge /  Mark Woodforde con il punteggio di 6–4, 1–6, 6–3